# Östra Arvidsjaurs revir
Östra Arvidsjaurs revir var ett skogsförvaltningsområde inom  Nedre Norrbottens överjägmästardistrikt, Norrbottens län som omfattade av Arvidsjaurs socken Viståns, Lomträskbäckens och Åbyälvens flodområden samt därjämte vissa delar av Byske älvs flodområde. Reviret var indelat i fem bevakningstrakter och omfattade 101 329 hektar allmänna skogar (1920), varav tio kronoparker med en areal av 79 523 hektar.